# Ultimate (sport)
Ultimate este un sport jucat cu un frisbee de 175 grame. Scopul jocului este să se marcheze puncte prin pasarea discului unui jucător în terenul de țintă advers. Odată ce un jucător are discul în mână, jucătorii nu au voie să alerge și pot să miște un singur picior (pivot). Astfel discul trebuie pasat pe tot terenul de către coordonatori (eng. handler) către cei care se demarcă (eng. cutter).

## Terenul
Jocul se practică pe un teren în formă de dreptunghi în capătul căreia sunt delimitate două suprafețe de țintă (similare cu cele din rugby). Un teren tipic are o lungime totală de 98 m și o lățime de 37 m (cu terenul de țintă reprezentat de o bandă de 18x37 metri în cele două extreme).

## Jocul
Jucătorii nu au voie să alerge odată ce au prins discul. Trebuie să se oprească și să încerce să îl arunce către un alt jucător (similar cu ce întâmplă în baschet sau handbal după ce mingea a fost prinsă cu două mâini). Pasând de la un jucător la altul, echipa care este în atac încearcă să ducă discul către terenul de țintă advers. Dacă discul atinge pământul sau este interceptat de către cealaltă echipă, se pierde posesia în favoarea echipei din apărare, care devine astfel atacatoare. Posesia poate fi pierdută și dacă un jucător se află în afara terenului de joc când prinde o pasă.
Echipa care se află în apărare încearcă să blocheze înaintarea echipei care deține discul practicând marcajul în mod similar cu baschetul sau fotbalul. Ideea este că echipa care atacă nu va putea pasa în siguranță la un jucător care este marcat și o astfel de pasă poate fi interceptată. Astfel jucătorii care atacă încearcă să se demarce pentru a primi o pasă iar jucătorii care apără încearcă să stea lângă cei pe care îi marchează și să forțeze pierderea posesiei.
Câștigătoare este echipa care marchează prima un număr prestabilit de puncte (jocurile oficiale se joacă până la 13 sau 15 puncte).

## Spiritul jocului
Ultimate este în linii mari un sport non-contact, orice contact între jucători putând fi declarat fault.
Este un sport unic prin faptul ca arbitrajul se face de către jucători. Inclusiv la cel mai înalt nivel competitiv, precum Campionatul mondial, arbitrajul este conform codului de conduită cunoscut ca "Spiritul jocului" care cere din partea jucătorilor un nivel înalt de respect reciproc, sportivitate și fairplay.
„Competiția dârză este încurajată, însă doar dacă nu este în detrimentul respectului reciproc între jucători, respectării regulilor, sau al bucuriei de a juca. Protecția acestor elemente vitale, servește eliminării comportamentului ostil pe terenul de ultimate. Acțiuni precum ironizarea adversarilor, agresivitatea în joc, faulturile intenționate sau comportamentul "a câștiga cu orice preț" sunt contrare cu spiritul jocului și trebuie evitate de jucători.”
Multe turnee decernează premii pentru echipa care reprezintă cel mai bine spiritul jocului, în urma voturilor tuturor echipelor participante.

### Regulamente
- Professional Ultimate (AUDL) Arhivat în 8 februarie 2014, la Wayback Machine.
- Professional Ultimate (MLU) Arhivat în 8 februarie 2014, la Wayback Machine.
- WFDF rules Arhivat în 28 septembrie 2020, la Wayback Machine. (worldwide, except North America)
- The Complete 11th Edition of the Rules of Ultimate, Approved 01/11/2007 Arhivat în 4 iunie 2014, la Wayback Machine. (Americas)

### Hall of Fame
- USA Ultimate Hall of Fame Arhivat în 3 noiembrie 2013, la Wayback Machine.
- Ultimate Canada Hall of Fame Arhivat în 23 martie 2014, la Wayback Machine.

### Campionate și Asociații
- American Ultimate Disc League (AUDL)
- Major League Ultimate (MLU) Arhivat în 17 ianuarie 2013, la Wayback Machine.
- USA Ultimate (USAU) (formerly Ultimate Players Association (UPA))
- World Flying Disc Federation (WFDF)
- European Flying disc Federation (EFDF)
- Japan Flying Disc Association (JFDA)
- Ultimate Canada (UC) (formerly Canadian Ultimate Players Association (CUPA))
- Beach Ultimate Lovers Association (BULA)
- Finnish Ultimate / Finnish Flying Disc Association (FFDA)
- Hungarian Flying Disc Association (MFSZ) Arhivat în 29 martie 2014, la Wayback Machine.
- Irish Flying disc Association (IFDA)
- Italian Flying Disc Federation (FIFD)
- UK Ultimate association(UKUA)
- Pakistan Flying Disc Federation (PFDF) Arhivat în 3 februarie 2014, la Wayback Machine.  (formerly Frisbee Federation of Pakistan (FFP) Pakistan Ultimate Frisbee Association (PUFA))
- New Zealand Ultimate (NZU)
- Slovak Association of frisbee (SAF)
- Asociación de Jugadores de Ultimate en Colombia (AJUC) Arhivat în 16 februarie 2012, la Wayback Machine.
- Panama Ultimate
- Toronto Ultimate Club (TUC)
- Utah Ultimate Disc Association (UUDA)